# Rozszerzadło Tubbsa

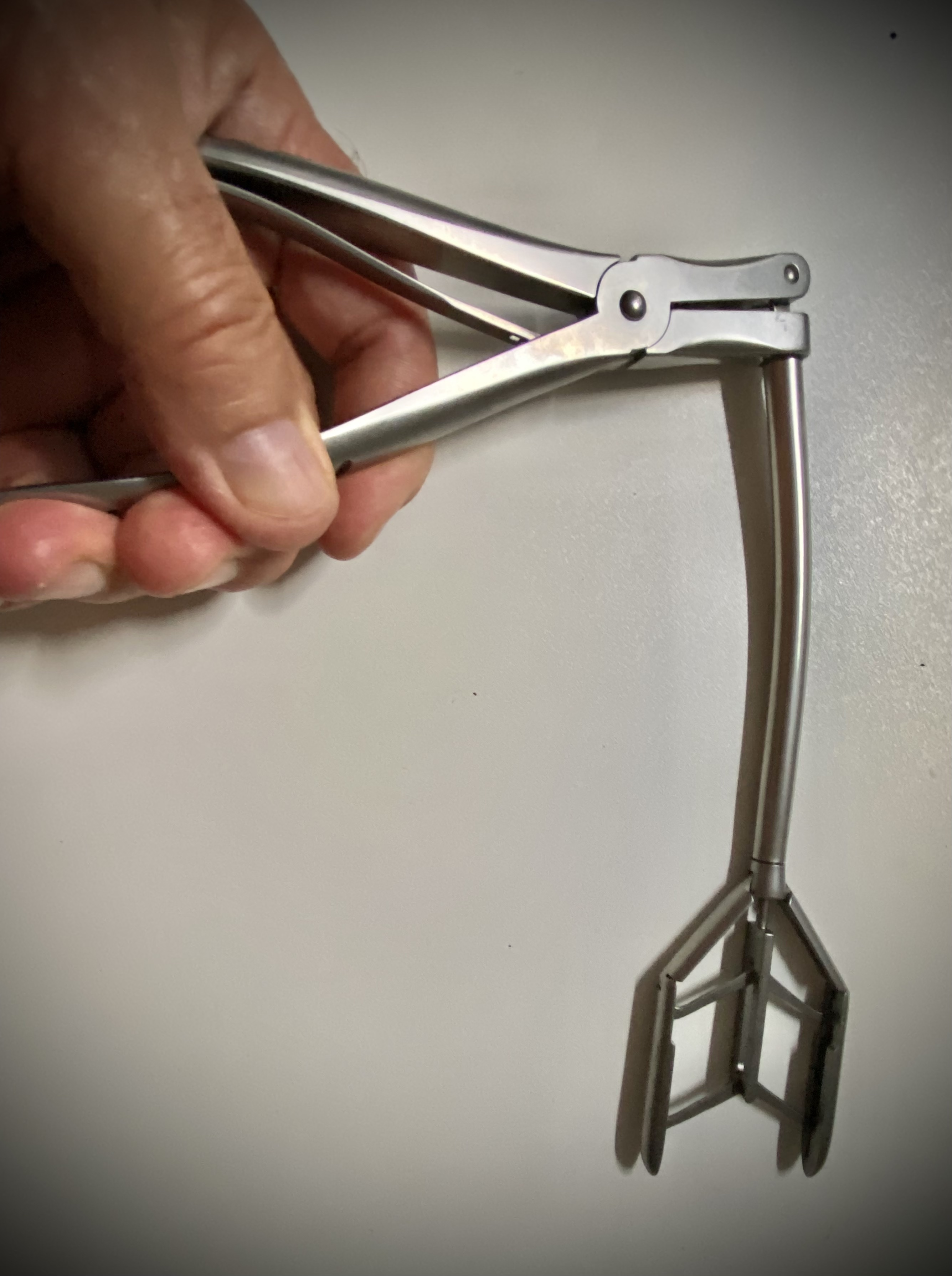
Rozszerzadło Tubbsa w położeniu rozwartym

Rozszerzadło Tubbsa (ang. Tubbs dilator) – narzędzie stosowane w kardiochirurgii do poszerzania zwężonego ujścia zastawki mitralnej bez i z użyciem krążenia pozaustrojowego. Opracował je i wprowadził w 1954 kardiochirurg Oswald Sydney Tubbs (1908–1993). Po wprowadzeniu końcówki narzędzia do lewej komory serca i umiejscowieniu w ujściu zastawki mitralnej ściśnięcie rękojeści powodowało rozszerzenie się ramion rozszerzacza na jego końcówce do 45 mm, poszerzając w ten sposób zwężoną zastawkę.